# Massacre de Mo So
O Massacre de Mo So, também conhecido como Massacre da Véspera de Natal, ocorreu na tarde de 24 de dezembro de 2021, no município de Hpruso, localizado no estado de Kayah, em Mianmar.
Mais de quarenta pessoas, incluindo idosos, mulheres e crianças, foram assassinadas por tropas do Exército de Mianmar, antes de serem queimadas dentro de seus veículos até tornarem-se irreconhecíveis. As tropas primeiramente se envolveram em um combate com a Força de Força da Guarda Fronteiriça Karenni, que resultou na morte de quatro soldados desta última, e em seguida, saquearam as vítimas e seus pertences. Na manhã seguinte, indivíduos da Força de Defesa das Nacionalidades Karenni encontraram as vítimas queimadas em seus veículos e propriedades. Dois funcionários da Save the Children desapareceram durante o incidente e posteriormente foram confirmados como mortos. Em 27 de dezembro, a Força de Defesa das Nacionalidades Karenni informou que treze moradores ficaram desaparecidos durante o massacre, incluindo oito funcionários de um posto de gasolina.
O incidente foi recebido com condenação internacional das Nações Unidas, Save the Children e da Embaixada dos Estados Unidos em Mianmar.